# Carles Ardit
Carles Ardit (?-1821) fou un pintor català. Es conserva molt poca informació de la seva biografia i no se'n conserva cap obra,però es coneix que va ser nomenat el 1803 com a ajudant de Salvador Molet i que va treballar a l'Escola de la Llotja. Fou pensionat per la Junta de Comerç el 1814, permetent-li viatjar a Suïssa, França i Alemanya, on va aprendre la manufactura d'indianes. De nou a Barcelona, va publivar un Tratado teórico i práctico de la fabricación de pintadors i de indianas. Quan va morir el 1821, Gabriel Planella va ocupar el seu càrrec a la Llotja.